# Partito Democratico (Thailandia)
Il Partito Democratico (in lingua thai: พรรคประชาธิปัตย์, trascrizione RTGS: Phak Prachathipat, PP) è uno dei più antichi partiti politici thailandesi.

## Storia

### Primi anni
Il PP è stato fondato nel 1945 da Khuang Aphaiwong su posizioni monarchico-conservatrici. Inizialmente il partito raccoglieva esponenti del Khabuankarn Seri Thai (Movimento di Liberazione Thailandese contro l'occupazione giapponese) e monarchici oppositori di Pridi Phanomyong, il progressista considerato il padre della democrazia thai. Khuang divenne primo ministro nel gennaio del 1946, ma nello stesso mese il PP perse le elezioni e, nel marzo successivo, a capo del governo fu posto Pridi, la cui coalizione si era aggiudicata la maggioranza nelle consultazioni. I conservatori nel 1946 accusarono Pridi di essere stato il mandante della morte del re Ananda Mahidol, costringendolo a dare le dimissioni. Nonostante le accuse, primo ministro divenne l'alleato di Pridi Thawan Thamrongnawasawat, che fu travolto dal colpo di Stato del 1947 organizzato dai militari nazionalisti. L'ispiratore del golpe, il feldmaresciallo Plaek Phibunsongkhram (noto con il diminutivo Phibun), affidò nuovamente il governo a Khuang ma quando quest'ultimo si dimostrò troppo intraprendente, Phibun lo costrinse a dimettersi e si fece nominare primo ministro l'8 aprile 1948.

### Posizione durante i regimi dittatoriali
L'egemonia di Phibun durò fino al 1957 quando, con un colpo di Stato organizzato dai militari monarchici appoggiati dagli Stati Uniti, Sarit Dhanarajata prese il potere, instaurando un nuovo regime dittatoriale. I colpi di Stato e l'influenza dei militari sui governi thai si sarebbero protratti fino ai giorni nostri. In questi anni il PP fu spesso la principale forza di opposizione ai militari al potere. Negli anni novanta, una volta ritornati ad elezioni libere, il PP di Chuan Leekpai ha guidato il governo dal 1992 al 1995 e nuovamente dal 1997 al 2001.

### Storia recente
Le elezioni del 2001 - nelle quali il PP ottenne il 26,6% dei voti e 128 deputati, passando all'opposizione - vennero vinte dal partito Thai Rak Thai (TRT, letteralmente "I thai amano i thai") guidato dal leader populista e imprenditore Thaksin Shinawatra. Il TRT crebbe ulteriormente il proprio elettorato negli anni successivi con le sue politiche populiste in favore delle masse meno abbienti, che erano state le più colpite dalla crisi finanziaria asiatica di fine millennio. La gestione del potere fu mirata anche nell'intaccare gli interessi delle vecchie élite di Bangkok legate ai militari e alla monarchia, consolidatesi negli anni settanta. L'opposizione fu messa ai margini del dibattito parlamentare, alleati di Thaksin furono inseriti in posti di comando nevralgici della polizia, dell'esercito, della commissione elettorale e della Corte costituzionale. Fin dall'inizio si creò quindi una frattura tra la nuova e la vecchia classe politica, che avrebbe generato un drammatico conflitto ultradecennale anche tra la popolazione.
Alle politiche del 2005, il TRT ottenne il 60% dei consensi mentre il PP, con il 18,6% dei voti e 96 seggi, si confermò la principale forza di opposizione. Terzo arrivò il partito Nazione Thai con l'11% dei consensi, che gli valse 27 seggi. Ma a fine anno uno scandalo coinvolse la famiglia Shinawatra e si scatenò un'ondata di proteste anti-Thaksin monopolizzate dalle Camicie gialle della neonata Alleanza Popolare per la Democrazia, che ebbero l'appoggio del PP e dei militari. Il governo non riuscì a controllare le proteste ma poteva contare sulla forza del proprio elettorato e furono quindi indette nuove elezioni per l'aprile 2006 alle quali non si presentarono né il PP né gli altri partiti dell'opposizione. I risultati furono quindi dichiarati invalidi dalla Corte suprema. Thaksin rimase alla guida di un governo provvisorio fino al 19 settembre 2006, quando un colpo di Stato pose fine all'esperienza di governo del TRT e costrinse Thaksin all'esilio. Il generale Surayud Chulanont, guida del colpo di Stato, fu posto a capo di un governo ad interim che fece arrestare buona parte dei vertici di TRT. La giunta militare abrogò la costituzione del 1997 e in quel periodo fu scelto con cura il gruppo che approntò la nuova Costituzione.
Nel maggio del 2007 il TRT fu dissolto dalla Corte costituzionale con la sentenza che vietò inoltre a 118 dei suoi esponenti più in vista di partecipare alla vita politica per un periodo di 5 anni. In agosto fu approvata con un referendum popolare la nuova Costituzione caldeggiata dai militari. Nel dicembre successivo si tennero nuove elezioni e buona parte dei membri di TRT che non erano stati interdetti si presentarono nelle file del Partito del Potere Popolare (PPP), che appoggiava la politica e gli interessi di Thaksin e ottenne il 39,60% dei voti e 233 seggi, venendo superato di poco dal PP con il 39,63% dei consensi. Furono però eletti solo 165 deputati del PP, la differenza in numero di seggi fu dovuta al fatto che 400 seggi su 480 era attribuiti con il sistema maggioritario e solo i restanti 80 col proporzionale. Ciò permise al leader del PPP Samak Sundaravej di formare un governo sostenuto da una coalizione di sei partiti. I democratici si ritrovarono, pertanto, nuovamente all'opposizione.
A seguito di nuove veementi proteste delle Camicie gialle, la Corte costituzionale decretò nel settembre 2008 la fine del governo di Samak, giudicato colpevole di conflitto di interessi, e in dicembre quello del suo successore e cognato di Thaksin Somchai Wongsawat, accompagnando la sua destituzione con lo scioglimento del PPP. Il nuovo governo fu affidato al leader del PP Abhisit Vejjajiva, che divenne primo ministro grazie al voto dello stesso Parlamento - senza che si fossero tenute elezioni - nel quale molti dei membri dei partiti che facevano parte della coalizione di governo avevano finito per confluire nel PD. All'inizio del 2009 si scatenarono una serie di manifestazioni delle Camicie rosse del Fronte Unito per la Democrazia contro la Dittatura (FUDD), il nuovo movimento che appoggiava la famiglia Shinawatra nato per fare cadere il governo del PP - ritenuto il frutto di un 'colpo di Stato costituzionale' - e ritornare alle urne. Le dimostrazioni si ripeterono durante l'anno e le più grandi e agguerrite furono quelle della primavera 2010, che ebbero inizio a marzo e finirono in maggio dopo i brutali interventi dell'esercito, che portarono alla morte di 87 persone e all'arresto dei capi delle Camicie rosse. In quel periodo il PP ricevette critiche anche delle Camicie gialle, che pure prima l'avevano appoggiato.
Dopo una manovra finanziaria populista volta ad accattivarsi le simpatie popolari, il PP fu costretto a sciogliere le camere e a indire nuove elezioni. Le consultazioni ebbero luogo il 3 luglio del 2011, e videro il largo successo del Partito Pheu Thai, che ottenne 265 seggi alla Camera. Tale partito era guidato da Yingluck Shinawatra, sorella minore di Thaksin, che divenne primo ministro ponendosi a capo di un governo di coalizione. Il PP passò di nuovo all'opposizione e nell'agosto del 2011 fu rieletto segretario del partito Abhisit Vejjajiva.
Nel novembre del 2013, il Partito Democratico appoggiò le dure proteste anti-governative che durarono diversi mesi e furono capeggiate da Suthep Thaugsuban, ex segretario del partito. I dimostranti chiedevano le dimissioni del primo ministro perché rappresentava gli interessi del deposto fratello. Con il progressivo aumento della protesta, il 7 maggio del 2014 Yingluck fu destituita dalla Corte costituzionale, riconosciuta colpevole di "abuso del potere politico a fini personali", per aver rimosso dall'incarico nel 2011 l'ex capo del Consiglio di sicurezza nazionale ed averlo sostituito con un proprio parente. Con tale sentenza sono stati destituiti anche tutti gli altri ministri in carica quando successe il fatto. La situazione creatasi ha riportato nelle piazze anche le camicie rosse pro-Thaksin del Fronte Unito per la Democrazia contro la Dittatura, pronte a lottare per ottenere a breve nuove elezioni.
Con l'acutizzarsi della tensione, il 20 maggio 2014 l'esercito proclamò una legge marziale con l'intento dichiarato di trovare una soluzione alla crisi. Il provvedimento fu l'anticamera del colpo di Stato che i militari thailandesi misero in atto il successivo 22 maggio. La costituzione fu soppressa, il governo ad interim fu sciolto, entrò in vigore il coprifuoco sul territorio nazionale dalle 22 alle 5 e i dimostranti di entrambi gli schieramenti furono invitati a disperdersi. L'intervento militare avvenne dopo che, a partire dall'inizio delle proteste in novembre, 28 persone persero la vita e 700 furono ferite in scontri e attentati collegati alle proteste. Fu il 19º tentativo di colpo di Stato nel Paese dopo l'istituzione della monarchia costituzionale nel 1932.